# Кејп Недик (Мејн)
Кејп Недик (енгл. Cape Neddick) насељено је место без административног статуса у америчкој савезној држави Мејн.

## Демографија
По попису из 2010. године број становника је 2.568, што је 429 (-14,3%) становника мање него 2000. године.
| Група             | 2000.         | 2010.         |
| Белци             | 2.927 (97,7%) | 2.501 (97,4%) |
| Афроамериканци    | 8 (0,3%)      | 8 (0,3%)      |
| Азијати           | 14 (0,5%)     | 6 (0,2%)      |
| Хиспаноамериканци | 27 (0,9%)     | 28 (1,1%)     |
| Укупно            | 2.997         | 2.568         |